# Bruno Hosp
Bruno Hosp (* 21. Oktober 1938 in Klobenstein, Gemeinde Ritten; † 12. Juli 2023) war ein Politiker der Südtiroler Volkspartei aus Südtirol.

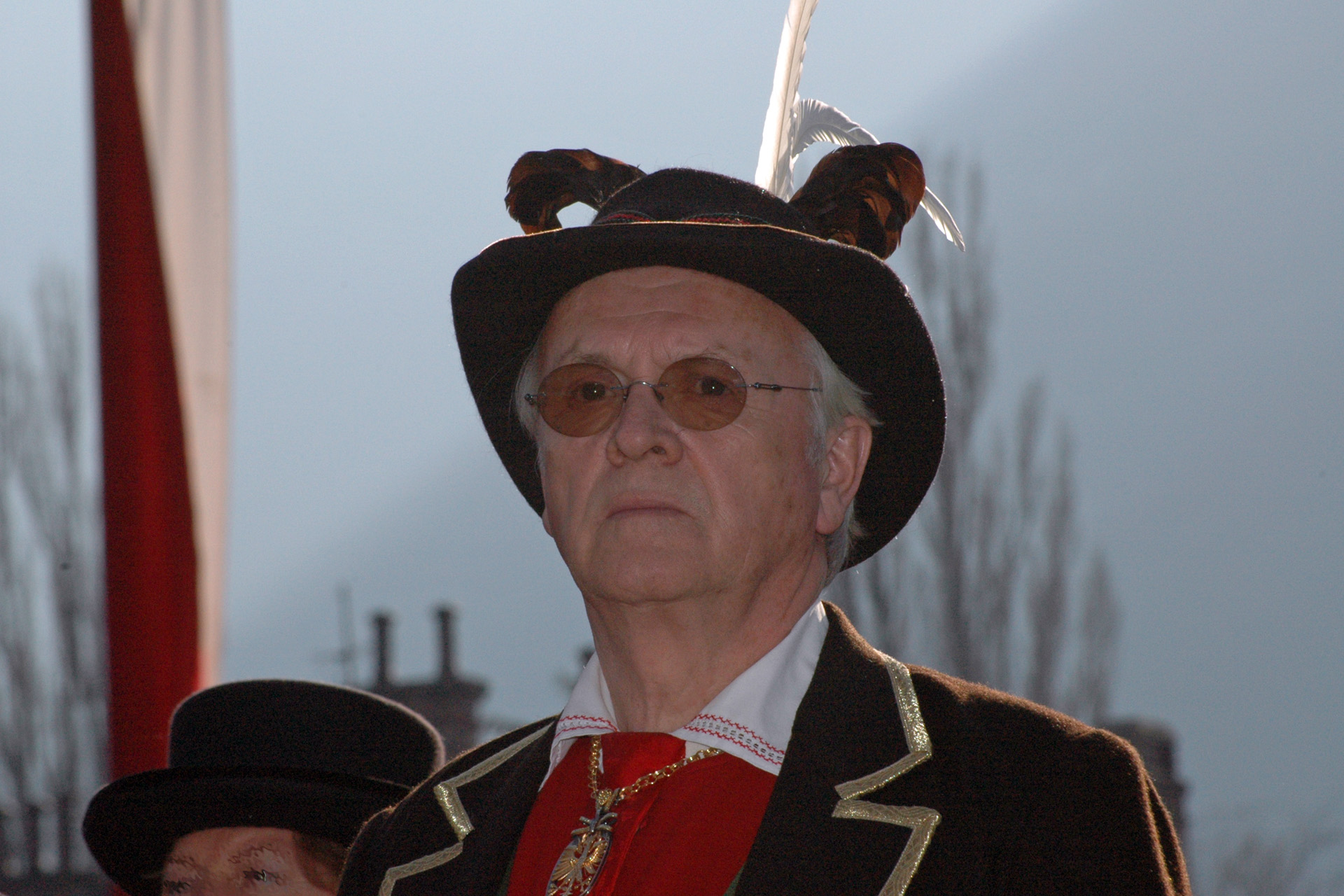
Bruno Hosp (2007)

## Leben
Hosp arbeitete für kurze Zeit als Grundschullehrer und studierte anschließend an den Universitäten Marburg, Münster und Wien Staatswissenschaften. 1967 erlangte er in Wien seine Promotion mit einer Dissertation über Grundfragen der Autonomie Südtirols. In der Folge arbeitete er wieder als Lehrer in Südtirol, sowie als Autor, Sprecher und Gestalter von Rundfunk- und Fernsehsendungen für den RAI-Sender Bozen und den ORF. In seiner Heimatgemeinde Ritten engagierte er sich für das Theaterwesen, was zur Gründung der Rittner Sommerspiele führte. Außerdem war Hosp langjähriges leitendes Mitglied des Südtiroler Schützenbunds, dem er von 1984 bis 1989 als Landeskommandant vorstand.
Politisch war Hosp seit seiner Jugend in der Südtiroler Volkspartei (SVP) aktiv. Von 1972 bis 1983 war er Präsident der Bezirksgemeinschaft Salten-Schlern, von 1974 bis 1984 Bürgermeister der Gemeinde Ritten. Von 1978 bis 1989 diente er der SVP als Landessekretär. 1983 wurde er erstmals in den Südtiroler Landtag und damit gleichzeitig den Regionalrat Trentino-Südtirol gewählt, in denen er bis 2003 Abgeordneter war. Von 1989 bis 2003 war er in den Kabinetten Durnwalder I, Durnwalder II und Durnwalder III als Landesrat für deutsche und ladinische Kultur sowie für Denkmalpflege Mitglied der Südtiroler Landesregierung. In dieser Zeit setzte er sich unter anderem für die Gründung des Forschungszentrums Eurac Research ein, in der Folge unterstützte er aber auch die Einrichtung der Freien Universität Bozen und speziell deren enge Zusammenarbeit mit der Universität Innsbruck. Von 1996 bis 2004 fungierte er als Vizepräsident der Föderalistischen Union Europäischer Volksgruppen. In den Jahren 1998–1999 war er zudem kurzzeitig Vizepräsident des Regionalrats.
Nach seinem Ausscheiden aus der Politik wurde er 2004 zum Präsidenten der Körperschaft Südtiroler Landesmuseen ernannt. Dieses Amt hatte er bis Ende 2009 inne.
Er war verheiratet mit der Publizistin Inga Hosp. Er starb am 12. Juli 2023 im Alter von 84 Jahren.

## Auszeichnungen
- 1990: Großes Goldenes Ehrenzeichen für Verdienste um die Republik Österreich[8]
- 2004: Ehrenzeichen des Landes Tirol